# Ramón de Aguinaga Arrechea
Ramón de Aguinaga Arrechea (Lesaca, 1852-Madrid, 1933) fue un ingeniero de caminos español.

## Biografía
Nacido en el municipio navarro de Lesaca hacia 1852, inició su carrera profesional en 1878 en la provincia de Burgos. En 1897 fue puesto a cargo de la gestión del ferrocarril Anglo-Vasco-Navarro después de que el Estado se hubiese incautado de este. Años más tarde ocupó la dirección del Canal de Isabel II. Al margen de sus actividades como funcionario público, en el ámbito privado desarrolló diversas iniciativas. Dirigió los trabajos de construcción del ferrocarril del Bidasoa, inaugurado en 1898, y fue uno de los impulsores de la construcción del ferrocarril eléctrico del Guadarrama. Aguinaga también estuvo entre los promotores de la construcción del ferrocarril Santander-Mediterráneo, llegando a presidir la Compañía del Ferrocarril Santander-Mediterráneo.